# Iva Mocová
Iva Mocová (* 23. srpna 1980 Frýdlant) je bývalá česká fotbalistka, obránkyně. Je trenérkou Sparty U17. Hrála za Slavii Praha i Spartu Praha. Za českou reprezentaci odehrála 40 zapasů a vstřelila 7 gólů. Během svojí kariéry vyhrála několikrát českou ligu i pohár.
Jako trenérka Sparty U17 (ženy) dovedla tým k vítězství v lize v sezóně 2024/2025.